# CNBC Europe
Споживчі Новини та Бізнес-канал Європа, скор. «Сі-Ен-Бі-Сі Європа» (Consumer News and Business Channel Europe, скор. «CNBC Europe») — телеканал новин у сфері бізнесу та фінансів. Європейська версія американського телеканалу «CNBC», транслюється в Європі, на Близькому Сході та в Африці. Штаб-квартира телеканалу знаходиться в Лондоні.
Згідно з опитуванням EMS 2010 року, «CNBC Europe» найпопулярніший загальноєвропейський фінансовий телеканал, телеканал охоплює понад 100 мільйонів домогосподарств по всьому континенту. Він виробляє чотири години програм у прямому ефірі щодня та транслює звіти та контент для своїх глобальних сестринських станцій і каналів «NBC News».

## Історія

Логотип CNBC Europe, який використовувався до вересня 2008 року

«CNBC Europe» розпочав трансляцію в березні 1996 року як дочірня компанія «NBC». 9 грудня 1997 року канал оголосив про злиття з європейським каналом новин «European Business News» («EBN») від Dow Jones, який виходив в ефір з 27 лютого 1995 року. Злиття відбулося в лютому 1998 року, після чого канал став офіційно відомий як «CNBC Europe — служба NBC і Dow Jones». Канал також транслювався на «NBC Europe» протягом європейського робочого дня до його закриття в середині 1998 року. 
| Прапор Великої Британії | Це незавершена стаття про Велику Британію. Ви можете допомогти проєкту, виправивши або дописавши її. |